# Distrito de Chengguan
O Distrito de Chengguan é a divisão administrativa (condado-nível) da prefeitura de Lassa, que contém a cidade de Lassa, capital da região autônoma do Tibete.